# Girlfriend (canção de Paul McCartney)
"Girlfriend" é a sexta faixa de "Off The Wall", álbum do cantor americano Michael Jackson, lançado em 1979. Composta por Paul McCartney, foi o quinto e último single de "Off The Wall", mas lançado apenas no Reino Unido (em compacto com a música "Bless His Soul" no lado B).
Paul McCartney compôs a canção para Michael antes mesmo de conhecê-lo. Anos se passaram e Paul acabou gravando a música com o grupo Wings, no álbum "London Town", de 1978. Durante um encontro de Jackson com McCartney em uma festa em Beverly Hills, em 1976, Paul disse que havia composto a música para ele.  Em sua autobiografia "Moonwalk", Michael relatou como foi a conversa nessa ocasião.
"Nós apertamos as mãos em meio a uma multidão enorme de pessoas, e ele disse, 'sabe, eu escrevi uma música para você.' Fiquei muito surpreso e agradeci. E ele começou a cantar 'Girlfriend' para mim nessa festa. Então trocamos números de telefone e prometemos nos encontrar em breve, mas projetos diferentes e a vida atrapalharam nós dois e não nos falamos novamente por alguns anos".
Durante as gravações de "Off The Wall", Quincy Jones, produtor do álbum, sugeriu que Jackson a interpretasse mesmo sem saber que ela tinha sido escrita para Michael.  Em artigo publicado na Billboard por ocasião dos 35 anos do lançamento de "Off The Wall", o jornalista musical Kenneth Partridge escreveu, a respeito de "Girlfriend":
"É McCartney no seu momento mais bobo e melodioso, e a inocência da letra — sobre um cara que vai contar a outro sujeito que está tendo um caso com sua namorada — é perfeita para Jackson."
Anos mais tarde Jackson voltaria a trabalhar com McCartney em canções como "The Girl Is Mine", "Say Say Say" e "The Man". A música só foi lançada no Reino Unido.
1. ↑  «Off The Wall». Michael Jackson - Site oficial (em inglês). Consultado em 12 de novembro de 2024
2. ↑  «Girlfriend». Michael Jackson - site oficial (em inglês). Consultado em 12 de novembro de 2024
3. ↑  «Michael Jackson Girlfriend UK 7" vinyl». RareVinyl (em inglês). Consultado em 12 de novembro de 2024
4. ↑  «London Town». Paul McCartney - site oficial (em inglês). Consultado em 12 de novembro de 2024
5. ↑  «Thursday, June 24, 1976 - Party in Beverly Hills». The Paul McCartney Project (em inglês). 13 de maio de 2020. Consultado em 12 de novembro de 2024
6. ↑  Taysom, Joe (19 de junho de 2023). «The song Paul McCartney wrote for Michael Jackson». Far Out Magazine (em inglês). Consultado em 12 de novembro de 2024
7. ↑  Bôscoli, João Marcello (16 de outubro de 2024). «Pegadas musicais: Canção de Paul McCartney foi perfeita para Michael Jackson». Sala de Música - João Marcello Bôscoli. Consultado em 12 de novembro de 2024
8. ↑  Partridge, Kenneth (8 de agosto de 2014). «Michael Jackson's 'Off the Wall' at 35: Classic Track-by-Track Album Review». Billboard (em inglês). Consultado em 12 de novembro de 2024